# Diocèse de Monterey
Ne doit pas être confondu avec Archidiocèse de Monterrey.
Le diocèse de Monterey en Californie (en latin : Dioecesis Montereyensis in California, et en anglais : Roman Catholic Diocese of Monterey) est une circonscription ecclésiastique de l'Église catholique aux États-Unis. Il s'agit d'un diocèse latin, suffragant de l'archidiocèse de Los Angeles. Depuis le 2 juillet 2025, le siège est vacant.

## Territoire

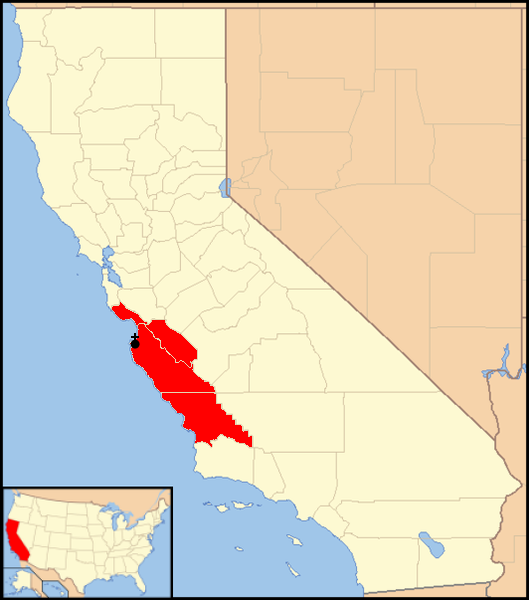
Localisation du diocèse.

Le diocèse comprend quatre comtés de la côte centrale de la Californie : Monterey, Santa Cruz, San Benito et San Luis Obispo.
Le siège épiscopal se trouve à la ville de Monterey, où se trouve la cathédrale Saint-Charles-Borromée (en) (San Carlos Borromeo). À Carmel-by-the-Sea se dresse la basilique mineure de la mission San Carlos Borromeo.
Le territoire s'étend sur 21 196 km², et il est divisé en 46 paroisses confiées, en 2021, à 125 prêtres et 30 diacres.

## Histoire

### Le temps des missions
L'histoire de l'Église catholique à Monterey a commencé avec l'établissement de la mission San Carlos Borromeo sur la baie de Monterey en 1770 par Junípero Serra. L'année suivante, Serra a déplacé la mission à l'emplacement actuel à proximité de Carmel-by-the-Sea. Elle servirait de quartier général aux missions espagnoles le long de la côte de la Haute-Californie.
Serra a établi la mission San Luis Obispo de Tolosa (en) à San Luis Obispo en 1772.
Fermín Lasuén a fondé la mission Santa Cruz à Santa Cruz, et la mission Nuestra Señora de la Soledad (en) à Soledad en 1791.
Après la fin de la guerre d'indépendance du Mexique, le nouveau gouvernement mexicain a laïcisé en 1835 toutes les missions catholiques encore existantes en Haute-Californie.

### Le diocèse
Le diocèse des Deux Californies a été érigé le 27 avril 1840 par le pape Grégoire XVI avec la constitution apostolique Apostolicam sollicitudinem à partir de cessions territoriales du diocèse de Sonora et a été placé sous l'archidiocèse de Mexico en tant que diocèse suffragant. 
Le diocèse des Deux Californies a été renommé diocèse de Monterey le 20 novembre 1849. Le 29 juillet 1853, le diocèse de Monterey a cédé une partie de son territoire pour la création de l'archidiocèse de San Francisco, auquel il a été subordonné en tant que diocèse suffragant. 
Le diocèse de Monterey a été renommé diocèse de Monterey-Los Angeles le 7 juillet 1859. 
Le 1er juin 1922, le diocèse de Monterey-Los Angeles a été divisé en diocèses de Monterey-Fresno et de Los Angeles-San Diego. 
Le diocèse de Monterey-Fresno a été érigé en diocèse suffragant de l'archidiocèse de Los Angeles le 11 juillet 1936. 
Le 6 octobre 1967, le diocèse de Monterey-Fresno a été divisé en diocèses de Fresno et de Monterey en Californie, son nom actuel.

### Articles liés
- Liste des juridictions catholiques aux États-Unis
- Église catholique aux États-Unis